# 15 février
Pour les articles homonymes, voir Quinze-Février.
15 janvier 15 mars
Chronologies thématiques
- Croisades
- Ferroviaires
- Sports
- Disney
- Anarchisme
- Catholicisme

Abréviations / Voir aussi
- (° 1852) = né en 1852
- († 1885) = mort en 1885
- a.s. = calendrier julien
- n.s. = calendrier grégorien
- Calendrier
- Calendrier perpétuel
- Liste de calendriers
- Naissances du jour

Le 15 février est le 46e jour de l'année du calendrier grégorien (il en reste ensuite 319, 320 lorsqu'elle est bissextile).
C'était le 27 pluviôse du calendrier républicain ou révolutionnaire français, officiellement dénommé jour du noisetier.

## Événements

### VIIIesiècle
- 706 : Justinien II fait exécuter Léonce et Tibère III dans l'hippodrome de Constantinople.

### Xesiècle
- 901 : possible date du couronnement de l'empereur d'Allemagne Louis III l'Aveugle.

### XIesiècle
- 1002 : Arduin d'Ivrée se fait couronner roi d'Italie.

### XIIesiècle
- 1152 : l'empereur du Saint-Empire romain germanique Conrad III meurt à Bamberg sans avoir pu être couronné en Italie ni laisser le royaume d’Allemagne à son fils.

### XVIesiècle
- 1575 : mariage du roi de France Henri III avec Louise de Lorraine dans la cathédrale de Reims.
- 1589 : le duc de Mayenne entre à Paris et est proclamé lieutenant-général du royaume par la Ligue catholique.

### XVIIesiècle
- 1625 : Samuel Champlain est confirmé comme lieutenant du vice-roi de Nouvelle-France.

### XVIIIesiècle
- 1714 : Louis XIV de France force le Parlement de Paris à enregistrer la bulle Unigenitus.
- 1798 : la république est proclamée à Rome après la prise de la ville par les Français ; le pape Pie VI qui refuse de renoncer à son pouvoir temporel est placé par les Français en résidence surveillée à Valence (actuelle Drôme hors de l'Italie).

### XIXesiècle
- 1810 : le nombre des imprimeries autorisées est limité par décret après le rétablissement napoléonien de la censure le 5 février précédent en France.
- 1831 : deuxième jour d'émeute dans les quartiers (Quartier Saint-Germain-des-Prés ?) de Saint-Germain-Auxerrois et de l'archevêché à Paris.
- 1839 : pendaison à Montréal de cinq patriotes canadiens condamnés à la suite de la rébellion des Patriotes.
- 1894 : la France et l'Allemagne signent un accord sur le tracé des frontières entre le Congo et le Cameroun.
- 1897 : des forces alliées débarquent en Crète.
- 1898 : le cuirassé américain USS Maine explose dans le port de La Havane.

### XXesiècle
- 1917 : abdication du tsar de Russie Nicolas II.
- 1921 : début de l'invasion soviétique de la Géorgie.
- Seconde Guerre mondiale entre 1939 et 1945 :
  - en 1942, fin de la bataille de Singapour qui tombe aux mains des Japonais et met définitivement en échec le principe militaire Britannique de la "stratégie de Singapour" ;
  - en 1944,
    - la RAF envoie un millier de bombardiers sur Berlin ;
    - début de la deuxième bataille de Monte Cassino pendant la campagne d'Italie.
- 1959 : début à Zurich d'une conférence sur l'indépendance de Chypre.
- 1965 : le ministre chinois des Affaires étrangères Chen Yi déclare qu'une coexistence pacifique avec les États-Unis est hors de question.
- 1978 : un accord visant l'accès de Noirs à des postes-clés dans le gouvernement de Ian Smith est annoncé en Rhodésie.
- 1983 : la Commission des droits de l'Homme de l'ONU adopte une résolution réclamant le retrait des troupes étrangères du Cambodge.
- 1987 : le chef du gouvernement israélien Yitzhak Shamir déclare que les États-Unis ont élevé le statut d'Israël à celui d'un allié officiel.
- 1989 : l'Union soviétique termine le retrait de ses troupes d'Afghanistan.
- 1990 : le gouvernement social démocrate démissionne en Suède, mettant ainsi fin à 52 ans de pouvoir de gauche.
- 1992 : les douze pays membres de la Communauté européenne reconnaissent l'indépendance de la Slovénie et de la Croatie vis-à-vis de la Yougoslavie.
- 1997 : l'opposition serbe décide de suspendre les manifestations organisées depuis trois mois contre le gouvernement après la reconnaissance de ses victoires dans 14 villes dont Belgrade aux municipales du 17 novembre.
- 1998 :
  - victoire du président sortant Glafkos Klerides au second tour des élections présidentielles à Chypre.
  - « Marche pour la vérité et contre la loi du silence » à Bruxelles à la suite des affaires de pédophilie[réf. souhaitée].
- 1999 : le militant kurde Abdullah Öcalan est arrêté au Kenya par des agents de la Turquie où il sera condamné pour séparatisme.
- 2000 : la Commission européenne lève l'immunité d'Édith Cresson en autorisant ainsi les autorités judiciaires belges à interroger l'ancienne commissaire dans le cadre d'une « affaire Berthelot ».

### XXIesiècle
- 2003 : plusieurs millions de personnes manifestent sur les cinq continents contre les projets américains d'intervention militaire en Irak.
- 2007 : ouverture du procès des attentats du 11 mars 2004 à Madrid.
- 2011 : début de la révolte libyenne de 2011 (17 février).
- 2016 :
  - dépôt de candidature de la Bosnie-Herzégovine à l’adhésion à l’Union européenne.
  - Les Forces démocratiques syriennes font tomber un des derniers bastions rebelles (Tall Rifaat) dans la région d’Alep.
- 2018 : Cyril Ramaphosa devient président de la République à la suite de la démission de Jacob Zuma en Afrique du Sud.
- 2019 : le président du gouvernement d'Espagne Pedro Sánchez convoque des élections générales anticipées pour le 28 avril 2019.
- 2025 :

- - en république d'Abkhazie, l'élection présidentielle a lieu afin de l'élire, c'est une république sécessionniste de la Géorgie, non reconnue par la majorité de la communauté internationale[1]. Badra Gounba et Adgour Ardzinba se qualifient pour le second tour.
  - le Djiboutien Mahamoud Ali Youssouf (photo) est élu président de la Commission de l'Union africaine[2].

## Arts, culture et religion
- 1018 : le roi de Bourgogne Rodolphe III rend un certain nombre de terres parmi lesquelles les fiscs de Lully, Commugny, la moitié de Pully, Vuadens, le plaid de Vevey, Lutry, quelques droits à Saint-Maurice et l'ensemble des alpages du Chablais à l'abbaye de Saint-Maurice d'Agaune à la demande de ses familiers.
- 1113 : le pape Pascal II reconnaît l'ordre des Hospitaliers par une bulle Pie postulatio voluntatis.
- 1145 : élection du pape Eugène III.
- 1288 : élection du pape Nicolas IV.
- 1710 : Louis XIV fait détruire l'abbaye féminine de Port-Royal des Champs.
- 1775 : début du pontificat de Pie VI.
- 1836 : publication du poème Jocelyn d'Alphonse de Lamartine à Paris.
- 1950 : première du long-métrage d'animation Cendrillon de Walt Disney aux États-Unis.
- 1974 : l'écrivain dissident banni d'Union soviétique Alexandre Soljenitsyne arrive en Suisse via l'Allemagne avant d'aller vivre dans le Vermont.
- 2004 : la 57e cérémonie des British Academy Film Awards récompense les films sortis en 2003.
- 2016 : cérémonie des Grammy Awards dans la soirée du 15 au 16, après les BAFTA du cinéma britannique comme chaque année à pareille époque.

## Sciences et techniques
- 1949 : premier vol de l'avion Breguet Br-673 Deux-Ponts pouvant transporter plus de 130 passagers et décoller chargé de 48 tonnes.
- 1954 :
  - le premier vaccin anti-poliomyélite est mis au point en Allemagne.
  - Les Français Houot et Vilmont descendent à 4 050 m de profondeur à bord de leur bathyscaphe.
- 1961 : éclipse solaire notamment visible à Nice.
- 1975 : l'Union soviétique procède à une explosion nucléaire expérimentale pour déterminer si cette technique peut servir au percement de canaux.
- 2003 : un mouvement de panique s'installe depuis quelques jours en Chine après l'arrivée mystérieuse d'une maladie qui s'avérera être l'agent principal du syndrome respiratoire aigu sévère (SRAS) causant des ravages dans le Sud du pays.
- 2009 : inauguration de la station scientifique Princesse Élisabeth en Antarctique.
- 2017 : le lanceur indien Polar Satellite Launch Vehicle met en orbite 104 satellites (record mondial).
- 2018 : une éclipse solaire partielle est observée en Amérique du Sud et en Antarctique.

## Économie et société
- 1794 : la Convention nationale adopte en France un pavillon national dessiné par le peintre Jacques-Louis David, dessin qui sera adopté pour tous les drapeaux nationaux bleu blanc et rouge en 1812.
- 1844 : la première grande gare de marchandises est ouverte aux Batignolles à Paris.
- 1855 : naufrage de la Sémillante au large des îles Lavezzi dans les bouches de Bonifacio entre Corse et Sardaigne.
- 1902 : inauguration du métro de Berlin.
- 1914 : les suffragettes de Londres radicalisent leurs actions, Emmeline Pankhurst est libérée après avoir entamé une grève de la faim et de la soif tandis que Mary Richardson reste en prison où elle est nourrie de force.
- 1930 : Cairine Wilson devient la première femme nommée au Sénat au Canada.
- 1933 : un attentat contre le président Franklin D. Roosevelt échoue à Miami, l'assassin est frappé au bras et blesse mortellement le maire de Chicago Anton Cermak qui en mourra le 6 mars suivant.
- 1952 : funérailles du roi du Royaume-Uni George VI dans la chapelle Saint-Georges de Windsor.
- 1961 : les membres de l'équipe américaine de patinage artistique qui se rendaient aux Mondiaux de Prague décèdent dans la catastrophe aérienne accidentelle d'un vol Sabena 548 près de Bruxelles.
- 1963 : trois officiers accusés d'avoir monté le dixième complot contre le général de Gaulle sont arrêtés.
- 1965 : le drapeau officiel du Canada flotte pour la première fois au mât de la tour de la Paix à Ottawa. L'unifolié avait été adopté aux Communes deux mois plus tôt par 163 voix contre 78 après un débat houleux.
- 1967 : le record français de vitesse maximale du vent est enregistré à 320 km/h au mont Ventoux.
- 1968 :
  - la skieuse canadienne Nancy Greene gagne l'or olympique à Grenoble ;
  - trois Allemandes de l'Est (arrivées dans les quatre premières) sont disqualifiées de l'épreuve de luge individuelle aux Jeux Olympiques de Grenoble pour avoir chauffé leurs patins.
- 1971 : le Royaume-Uni et l'Irlande adoptent un système monétaire décimal et renoncent aux douze pennies par shilling et vingt shillings pour une livre mais la livre sterling et la livre irlandaise sont désormais subdivisées en cent pence (Decimal Day.)
- 1976 : fin des XIIe Jeux olympiques d'hiver à Innsbruck en Autriche.
- 1977 : un avion Iliouchine 18 de la compagnie Aeroflot s'écrase à Mineralnyye Vody et tue ses 77 passagers et membres d'équipage.
- 1978 : Mohamed Ali laisse son titre de champion des boxeurs poids-lourds aux mains de Leon Spinks âgé de 24 ans.
- 1982 : la plate-forme pétrolière semi-submersible qui dérivait au milieu d'une mer déchaînée l’Ocean Ranger coule au large de Terre-Neuve (aucun survivant parmi les 84 personnes à bord).
- 1987 : Lyubov Kirioukhina porte le record du monde féminin du 600 m (indoor) à 1 minute 25 secondes 46 centièmes.
- 1992 :
  - un énorme scandale secoue le monde politique japonais, 130 parlementaires de plusieurs partis étant accusés d'avoir accepté des pots-de-vin.
  - Irina Belova porte le record du monde féminin indoor du pentathlon à 4 991 points.
- 1995 : le plus célèbre pirate informatique de la planète Kevin Mitnick dit « El Condor » est arrêté par le FBI américain.
- 1996 : le pétrolier libérien Sea Empress s'échoue au large du Pays de Galles en répandant 65 000 tonnes de brut dans la mer[3].
- 1997 : attentat incendiaire attribué à l'extrême droite contre la librairie anarchiste La Plume noire à Lyon dans la nuit du 15 au 16.
- 2001 : l'Allemand Hans-Joachim Klein est condamné à Francfort à neuf ans de prison pour sa participation à la prise d'otages des ministres de l'Organisation des pays exportateurs de pétrole qui s'était soldée par la mort de trois personnes en décembre 1975 à Vienne.
- 2005 : deuxième manifestation lycéenne en France contre le projet de loi Fillon sur l’éducation.
- 2016 : un éléphant sauvage "malheureux en amour" se met en colère en renversant des véhicules de tourisme en Chine[4].
- 2022 : au Brésil, des inondations à Petrópolis font plus de 110 morts et des dizaines de disparus[5].
- 2024 : en Grèce, le Parlement légalise le mariage et l'adoption pour les couples de personnes du même sexe[6].

## Naissances

### XIVesiècle
- 1377: Ladislas Ier, roi de Naples († 6 août 1414).

### XVesiècle
- 1472 : Pierre II de Médicis, grand maître de Florence († 28 décembre 1503).

### XVIesiècle
- 1564 : Galilée (en italien Galileo Galilei), physicien et astronome italien († 8 janvier 1642).
- 1571 : Michael Prætorius, compositeur allemand († 15 février 1621).

### XVIIesiècle
- 1633 : Martin Hanke, historien saxon († 20 avril 1709).

### XVIIIesiècle
- 1704 : Jean-Baptiste Lemoyne, sculpteur français († 1778).
- 1705 : Charles André van Loo, peintre français († 15 juillet 1765).
- 1710 : Louis XV, roi de France de 1715 à 1774 († 10 mai 1774).
- 1735 : Jean-Baptiste de Grateloup, graveur français († 18 février 1817).
- 1739 : Alexandre-Théodore Brongniart, architecte français († 6 juin 1813).
- 1748 : Jeremy Bentham, philosophe, jurisconsulte et réformateur britannique († 16 juin 1832).
- 1772 : Armand Louis Debroc, général français († 11 mars 1810).
- 1776 : Jean-Pierre Boyer, militaire haïtien, président d'Haïti de 1818 à 1843 († 9 juillet 1850).
- 1782 : William Miller, prédicateur baptiste américain († 20 décembre 1849).
- 1797 : Henry E. Steinway (Heinrich Engelhard Steinweg dit), industriel américain, fondateur de Steinway & Sons († 7 février 1871).

### XIXesiècle
- 1803 : Karl Friedrich Schimper, botaniste et géologue allemand († 21 décembre 1867).
- 1807 : Ernest Legouvé, écrivain, poète et moraliste français († 14 mars 1903).
- 1808 : Anton Menge, naturaliste allemand († 27 janvier 1880).
- 1812 : Charles Tiffany, bijoutier-joaillier américain († 18 février 1902).
- 1815 : Eugène-Louis Lequesne, sculpteur français († 3 juin 1887).
- 1820 : Susan Brownell Anthony, activiste américaine († 13 mars 1906).
- 1826 : Frédéric-Jean de La Hault, entrepreneur belge, promoteur de réseaux de tramways († 24 juillet 1882).
- 1835 : Dimítrios Vikélas, homme d'affaires et écrivain grec, premier président du Comité international olympique († 7 juillet 1908).
- 1842 : Miyagawa « Makuzu » Kōzan (宮川香山), céramiste japonais de l'ère Meiji († 20 mai 1916).
- 1854 : José de Calasanz Félix Santiago Vives y Tutó, capucin et cardinal espagnol († 7 septembre 1913).
- 1859 : Louis-Joseph Maurin, prélat français, cardinal-archevêque de Lyon de 1916 à 1936, primat des Gaules 1919 à 1936 († 16 novembre 1936).
- 1861 :
  - Martin Burns, catcheur, entraîneur et professeur de catch américain († 8 janvier 1937).
  - Alfred North Whitehead, philosophe, logicien et mathématicien britannique († 30 décembre 1947).
- 1866 : William Exshaw, marin britannique double champion olympique († 16 mars 1927).
- 1868 : Valentin Sardou, acteur et humoriste français († 24 mars 1933 ou -35).
- 1874 : Ernest Henry Shackleton, explorateur anglo-irlandais célèbre pour ses expéditions en Antarctique au début du XXe siècle († 5 janvier 1922).
- 1882 : John Barrymore, acteur américain († 29 mai 1942).
- 1884 : Alfred Gilbert, athlète américain, champion olympique en saut à la perche († 24 janvier 1961).
- 1893 :
  - Berty Albrecht (Berthe Wild dite), résistante française d'origine suisse († 31 mai 1943).
  - Walter Donaldson, compositeur américain († 15 juillet 1947).
- 1896 : Arthur Shields, acteur et metteur en scène irlandais († 27 avril 1970).
- 1898 :
  - Totò (Antonio Clemente dit), acteur de cinéma et chanteur italien († 15 avril 1967).
  - Allen Woodring, athlète américain champion olympique sur 200 m en 1920 († 15 novembre 1982).
- 1899 : Georges Auric, compositeur français académicien ès beaux-arts, président de la SACEM de 1954 à 1978 († 23 juillet 1983).

### XXesiècle
- 1901 : Paul Barruel, peintre, illustrateur et naturaliste français († 2 mars 1982).
- 1905 : Harold Arlen, compositeur américain († 23 avril 1986).
- 1907 : Cesar Romero, acteur américain († 1er janvier 1994).
- 1908 : Sarto Fournier, homme politique québécois († 23 juillet 1980).
- 1909 : Miep Gies, protectrice de la famille d'Anne Frank durant la Seconde Guerre mondiale († 11 janvier 2010).
- 1914 : Kevin McCarthy, acteur américain († 11 septembre 2010).
- 1915 : Georges Gorse, homme politique français († 17 mars 2002).
- 1916 :
  - Mary Jane Croft, actrice américaine († 24 août 1999).
  - Erik Thommesen, sculpteur danois († 22 août 2008).
  - John Stanley Beard, forestier et écologiste britannique († 17 février 2011).
- 1918 : Hank Locklin, chanteur et compositeur américain de musique country († 8 mars 2009).
- 1919 : Antoni Prevosti i Pelegrín, scientifique espagnol († 1er septembre 2011).
- 1920 : Jules Vuillemin, philosophe français († 16 janvier 2001).
- 1923 : Elena Bonner (Елена Георгиевна Боннэр), écrivaine et dissidente russe, épouse d'Andreï Sakharov († 18 juin 2011).
- 1924 : Jean-Pierre Schumacher, moine français, dernier survivant de ceux de Tibhirine († 21 novembre 2021).
- 1927 :
  - Harvey Korman, acteur américain († 29 mai 2008).
  - Carlo Maria Martini, cardinal italien, archevêque émérite de Milan de 1979 à 2002 († 31 août 2012).
- 1929 :
  - Graham Hill, pilote automobile anglais († 29 novembre 1975).
  - James Schlesinger, homme politique américain († 27 mars 2014).
- 1930 : 
  - Jean Bonfils, évêque catholique français, évêque émérite de Nice de 1998 à 2005.
  - Bruce Dawe, poète et universitaire australien († 1er avril 2020).
- 1931 :
  - Josette Audin (née Sempé), professeure française de mathématiques et militante politique († 2 février 2019).
  - Claire Bloom, actrice anglaise.
  - Mohamed Hilmi (Ameziane Brahimi dit), acteur et metteur en scène algérien († 5 janvier 2022).
- 1934 : Gérard Chaliand, géostratège et homme de lettres français spécialiste des relations internationales et stratégiques.
- 1935 :
  - Roger Bruce Chaffee, astronaute américain († 27 janvier 1967).
  - Robert « Gene » Hickerson (en), joueur américain de football américain († 20 octobre 2008).
- 1936 : Jean-Gabriel Albicocco, réalisateur français († 9 ou 10 avril 2001).
- 1940 :
  - Jean-Pierre Andréani, comédien français normand.
  - İsmail Cem, homme politique turc († 24 janvier 2007).
  - George Friedrichs, marin américain champion olympique († 20 mars 1991).
- 1941 :
  - Florinda Bolkan, actrice brésilienne.
  - Brian Holland (en), auteur-compositeur et réalisateur artistique américain.
- 1942 : László Hammerl, tireur sportif hongrois champion olympique.
- 1943 : Griselda Blanco, trafiquante de drogue colombienne († 3 septembre 2012).
- 1944 :
  - Michael Charles « Mick » Avory, musicien britannique du groupe The Kinks.
  - (ou 5 février) René Morizur, saxophoniste et accordéoniste français du groupe Les Musclés († 25 ou 26 août 2009).
  - Aleksandr Serebrov (Александр Александрович Серебров), cosmonaute russe († 12 novembre 2013).
  - Jacques Thisdale, acteur québécois.
- 1945 : 
  - John Helliwell, musicien britannique du groupe Supertramp.
  - Martine Kelly, comédienne franco-américaine († 4 juin 2011).
- 1946 :
  - Yves Cochet, homme politique français et breton.
  - Matthieu Ricard, écrivain, philosophe et moine bouddhiste français.
- 1947 :
  - Marisa Berenson, actrice américaine.
  - David Brown, bassiste américain du groupe Santana († 4 septembre 2000).
- 1948 :
  - Ronald Charles « Ron » Cey, joueur de baseball professionnel américain.
  - Art Spiegelman (Itzhak Avraham ben Zeev dit), illustrateur américain de bande dessinée.
- 1949 : Émile Wandelmer, chanteur français.
- 1951 :
  - Éric Burgener, footballeur suisse.
  - Melissa Manchester (en), chanteuse, compositrice et actrice américaine.
  - Jane Seymour (Joyce Frankenberg dite), actrice et productrice américaine.
- 1953 :
  - Philippe Barbot, journaliste et musicien français.
  - Patrick Montel, journaliste sportif français de télévision.
- 1954 : Matthew Abram « Matt » Groening, auteur de bande dessinée américain.
- 1955 : Christopher McDonald, acteur américain.
- 1956 : Lionel Leroy (Yves Martin dit), chanteur de génériques de séries et producteur français († 18 juin 2021).
- 1958 :
  - Chrystine Brouillet, romancière québécoise.
  - Anthony Syiid « Tony » McKegney (en), hockeyeur professionnel canadien.
- 1959 :
  - Ali Campbell, chanteur, musicien et compositeur britannique.
  - Brian Propp, joueur de hockey sur glace canadien.
- 1960 :
  - Kanchana Silpa-archa, femme politique thaïlandaise
  - Michael Emile « Mikey » Craig (en), bassiste anglais du groupe Culture Club.
  - Maurice James Bowie « Jock » Hobbs, joueur de rugby néo-zélandais († 13 mars 2012).
- 1962 : Milo Đukanović, homme d'État monténégrin.
- 1964 :
  - Christopher Crosby « Chris » Farley, humoriste et acteur américain († 18 décembre 1997).
  - Leland Devon Melvin, astronaute américain.
  - Mark Price, joueur professionnel américain de basket-ball.
- 1965 :
  - Bruce Bell, joueur de hockey sur glace canadien.
  - Tony White, basketteur américain.
  - Anne Meygret, escrimeuse française médaillée olympique.
- 1968 : Axelle Red (Fabienne Demal dite), autrice, compositrice, interprète chanteuse belge flamande d'expression francophone.
- 1969 :
  - Roberto Balado, boxeur cubain champion olympique († 2 juillet 1994).
  - Birdman, (Bryan « Baby » Williams dit), producteur et rappeur américain.
  - Eddy Seigneur, cycliste puis chauffeur de taxi français.
- 1970 :
  - Zsuzsa Csisztu, gymnaste, actrice et présentatrice de télévision hongroise.
  - Jens Fiedler, coureur cycliste sur piste allemand, champion olympique.
  - Philippe Pellet, illustrateur de bande dessinée français.
- 1971 : Renée O'Connor, actrice et réalisatrice américaine.
- 1972 : Jaromír Jágr, joueur de hockey sur glace tchèque.
- 1973 : Amy Van Dyken, nageuse américaine six fois championne olympique.
- 1974 :
  - Ugueth Urbina, joueur de baseball vénézuélien.
  - Alexander Wurz, pilote automobile autrichien.
- 1975 : Serge Aubin, joueur de hockey sur glace québécois.
- 1976 :
  - Brandon Boyd, chanteur et percussionniste américain.
  - Óscar Freire, cycliste sur route espagnol.
  - « Luisito » (Ludovic Lelong dit), matador français.
- 1977 :
  - Milenko Ačimovič, footballeur slovène.
  - Rachida Brakni, comédienne française.
- 1979: Meriem Amellal, journaliste et présentatrice franco-algérienne.
- 1980 : Conor Oberst, chanteur et compositeur américain de rock indépendant.
- 1981 :
  - Rita Jeptoo, marathonienne kényane.
  - Olivia (Olivia Theresa Longott dite), chanteuse américaine.
- 1982 : 
  - Élodie Frégé, chanteuse française.
  - Nesrine Tafeche, actrice et chanteuse algéro-syrienne.
- 1983 :
  - David Degen, footballeur suisse ;
  - Philipp Degen, footballeur suisse.
  - Russell Martin, joueur de baseball canadien.
- 1984 : Josh Byrne, acteur américain.
- 1986 : Amber Riley, actrice et chanteuse américaine.
- 1989 :
  - Bonnie Dennison, actrice américaine.
  - A~Chan (Ayaka Nishiwaki (西脇綾香) dite), chanteuse japonaise.
- 1990 : Charles Pic, pilote automobile français.
- 1993 : Leomie Anderson, mannequin britannique.
- 1998 : Georges Russell, pilote automobile britannique
- année inconnue : Eiri Kaji, mangaka japonaise.

## Décès

### VIIesiècle
- 670 : Oswiu, roi de Northumbrie (°C. 611 / 612).

### VIIIesiècle
- 706 :
  - Léonce, empereur byzantin de l'été 695 à l'été 698 sous le nom officiel de « Léon », favori un temps de Justinien II, renversé par Tibère III en 698 ;
  - Tibère III (Τιβέριος Γʹ Ἀψίμαρος en grec), empereur usurpateur byzantin qui régna du 15 février 698 au 21 aout 705.

### XIIesiècle
- 1145 : Lucius II (Gherardo Caccianemici dal Orso dit), 166e pape, en fonction de 1144 à 1145 (° inconnue).
- 1152 : Conrad III, empereur romain germanique de 1138 à 1152 (° 1093).

### XVIIesiècle
- 1621 : Michael Praetorius, compositeur allemand (° 15 février 1571).
- 1637 : Ferdinand II du Saint-Empire, empereur romain germanique de 1619 à 1637 (° 9 juillet 1578).

### XVIIIesiècle
- 1781 : Gotthold Ephraim Lessing, écrivain allemand (° 22 janvier 1729).

### XIXesiècle
- 1818 : Frédéric-Louis de Hohenlohe-Ingelfingen, prince et général prussien (° 31 janvier 1746).
- 1830 : Antoine Marie Chamans, comte de Lavalette, directeur général des Postes, proche de Napoléon 1er (° 14 octobre 1769).
- 1839 : François-Marie-Thomas Chevalier de Lorimier, homme politique canadien, l'un des meneurs de la rébellion des Patriotes (° 27 décembre 1803).
- 1847 : Germinal Pierre Dandelin, mathématicien belge (° 12 avril 1794).
- 1849 : Pierre François Verhulst, mathématicien belge (° vers le 28 octobre 1804).
- 1857 : Mikhaïl Glinka (Михаи́л Ива́нович Гли́нка), compositeur russe (° 1er juin 1804).
- 1871 : Kristen Jensen Lyngby, philologue danois (° 28 juin 1829).
- 1886 :
  - Robert Adair (1er baron Waveney), homme politique britannique (° 25 août 1811).
  - Edward Cardwell (1er vicomte Cardwell), homme politique britannique (° 24 juillet 1813).
  - Gustave Morin, peintre français (° 18 avril 1809).
- 1900 : Karl Theodor Robert Luther, astronome allemand d'origine polonaise (° 16 avril 1822).

### XXesiècle
- 1925 : Kinoshita Rigen, poète japonais (° 1er janvier 1886).
- 1933 : Patrick Peter « Pat » Sullivan, dessinateur australo-américain, créateur de Félix le Chat (° 22 février 1885).
- 1934 : Louis Forton, dessinateur français (° 14 mars 1879).
- 1940 : J.-H. Rosny aîné (Joseph Henri Honoré Boex dit), écrivain français d'origine belge, président de l'Académie Goncourt (° 17 février 1856).
- 1941 : Eugène Albertini, historien français (° 2 octobre 1880).
- 1943 : Victor Prouvé, artiste français (° 13 août 1858).
- 1945 : Adolphe Coll, résistant français (° 28 mars 1912).
- 1946 : Édouard Chichet, patron de presse français (° 23 septembre 1882).
- 1948 : Subhadra Kumari Chauhan, militante et poétesse indienne (° 16 août 1904).
- 1955 : Henri Letondal, comédien, metteur en scène et animateur québécois (° 29 juin 1901).
- 1959 : Owen Willans Richardson, physicien britannique, prix Nobel de physique 1928 (° 26 avril 1879).
- 1965 : Nat King Cole (Nathaniel Adams Coles dit), musicien et chanteur de jazz américain (° 17 mars 1919).
- 1970 : Hugh Dowding, officier britannique (° 24 avril 1882).
- 1971 : Freddy Terwagne, homme politique belge d'expression française (° 26 mars 1925).
- 1973 :
  - Wallace Maynard « Wally » Cox, acteur américain (° 6 décembre 1924).
  - Pierre Fournier, rédacteur, dessinateur, militant écologiste et pacifiste français (° 12 mai 1937).
  - Charles John « Tim » Holt III, acteur américain (° 5 février 1919).
  - Achille Liénart, cardinal français, évêque de Lille de 1928 à 1968 (° 7 février 1884).
- 1974 : Kurt Atterberg, compositeur suédois (° 12 décembre 1887).
- 1980 : Albert Simonin, écrivain français (° 18 avril 1905).
- 1981 :
  - Michael Bernard « Mike » Bloomfield, guitariste, chanteur et compositeur américain (° 28 juillet 1943).
  - Karl Richter, chef d'orchestre allemand (° 15 octobre 1926).
- 1983 : Waldeck Rochet, homme politique français, Secrétaire général du Parti communiste français de 1964 à 1972 (° 5 avril 1905).
- 1984 : Ethel Merman, chanteuse et actrice américaine (° 16 janvier 1908).
- 1985 : Anne-Marie Ducharme, actrice québécoise (° 1er juillet 1902).
- 1988 : Richard Phillips Feynman, physicien américain, prix Nobel de physique 1965 (° 11 mai 1918).
- 1990 (ou la veille 14 février, dans la nuit ?) : Michel Drach, réalisateur et scénariste français (° 18 octobre 1930).
- 1992 :
  - Daniël Coens, homme politique belge (° 3 août 1938).
  - William Schuman, compositeur américain (° 4 août 1910).
- 1996 :
  - Lucio Agostini (en), compositeur, arrangeur et chef d’orchestre canadien d’origine italienne (° 30 décembre 1913).
  - Thomas Noel « Tommy » Rettig, acteur américain (° 10 décembre 1941).
  - Henri Simonet, homme politique belge (° 10 mai 1931).
  - McLean Stevenson, acteur américain (° 14 novembre 1927).
- 1997 : Arne Berg, cycliste sur route suédois (° 3 décembre 1909).
- 1998 :
  - Samuel Curran, physicien britannique (° 23 mai 1912).
  - Martha Gellhorn, journaliste, correspondant de guerre et écrivain américain (° 8 novembre 1908).
- 1999 :
  - Big L (Lamont Coleman dit), rappeur américain (° 30 mai 1974).
  - Henry Way Kendall, physicien américain, prix Nobel de physique en 1990 (° 9 décembre 1926).
- 2000 : John Angus MacLean, homme politique canadien (° 15 mai 1914).

### XXIesiècle
- 2001 :
  - Burt Kennedy, acteur, scénariste, réalisateur et producteur de cinéma américain (° 3 septembre 1922).
  - Ricardo Otxoa, cycliste sur route espagnol (° 30 août 1974).
- 2002 :
  - Ke Pauk, militaire cambodgien, chef militaire khmer rouge (° 1934).
  - Kevin Smith, acteur néo-zélandais (° 16 mars 1963).
- 2003 :
  - Vlastimil Koubek, architecte américain (° 17 mars 1927).
  - Richard Wilberforce, juge britannique (° 11 mars 1907).
- 2004 : André Daveluy, animateur de télévision québécois (° 16 février 1911).
- 2005 :
  - Pierre Bachelet, chanteur et compositeur français (° 25 mai 1944).
  - Marc Eyraud, acteur français (° 1er mars 1924).
  - Andreï Petrov, compositeur soviétique puis russe (° 2 septembre 1930).
- 2006 :
  - Anna Marly (Anna Betoulinski dite), auteure-compositrice française (° 30 octobre 1917).
  - Raymond Plante, écrivain canadien (° 26 juin 1947).
  - Sun Yun-suan, homme politique chinois (° 11 novembre 1913).
- 2007 :
  - Robert Adler, ingénieur et inventeur américain (° 4 décembre 1913).
  - Raymond Bernard « Ray » Evans, compositeur américain (° 4 février 1915).
  - Frédéric Kiesel, poète, écrivain et journaliste belge (° 24 février 1923).
- 2008 :
  - Bruno Devoldère, acteur français (° 18 mai 1947).
  - Mikhaïl Solomentsev, homme politique soviétique puis russe (° 7 novembre 1913).
  - Inge Thun, footballeur norvégien (° 17 juin 1945).
- 2009 :
  - Joe Cuba, chanteur et pianiste portoricain (° 22 avril 1931).
  - Djordje Milovanović, footballeur yougoslave puis serbe (° 13 septembre 1956).
- 2010 :
  - Michel Glotz, producteur de musique français (° 1er février 1931).
  - Juan Carlos González, footballeur uruguayen (° 22 août 1924).
- 2011 : François Nourissier, journaliste et écrivain français juré de l'Académie Goncourt de 1977 à 2008 (° 18 mai 1927).
- 2012 :
  - Alan Cottrell, métallurgiste et physicien britannique (° 17 juillet 1919).
  - Jacques Duby, acteur français (° 7 mai 1922).
  - Lina Romay, actrice espagnole (° 25 juin 1954).
- 2013 :
  - Pat Derby, dresseuse d'animaux américaine (° 7 juin 1942).
  - Alain Desrosières, sociologue et historien français (° 18 avril 1940).
  - Sauveur Rodriguez, footballeur français (° 17 octobre 1920).
- 2016 :
  - George Gaynes, acteur américain (°16 mai 1917).
  - Pierre Nocca, sculpteur français (° 27 août 1916).
- 2017 : Manfred Kaiser, footballeur et entraîneur est-allemand puis allemand (° 7 janvier 1929).
- 2020 : Caroline Flack (Caroline Louise Flack dite), animatrice de télévision britannique, co-présentatrice de The X Factor en 2011 (° 9 novembre 1979).
- 2021 :
  - Kojiro Akagi, artiste-peintre japonais (° 3 janvier 1934).
  - Lucien Gourong, écrivain et globe-conteur français d'origine et de culture bretonnes, d'une famille de marins de l'île de Groix (° 11 octobre 1943).
  - Raymond Lévesque, poète, auteur, compositeur, interprète québécois (° 7 octobre 1928).
- 2022 :
  - Marie Chamming's, écrivaine et résistante française (° 3 mai 1923).
  - David Chidgey, homme politique britannique (° 9 juillet 1942).
  - Arnaldo Jabor, scénariste, réalisateur, producteur, monteur, acteur et compositeur brésilien (° 12 décembre 1940).
  - Roger Lambrecht, footballeur puis homme d'affaires belge (° 19 août 1931).
  - Dominique Marcas, actrice française (° 8 août 1920).
  - Sandhya Mukherjee, chanteuse de playback et musicienne indienne (° 4 octobre 1931).
  - P. J. O'Rourke, écrivain et journaliste américain (° 14 novembre 1947).
  - Rudy Omankowsky, funambule français (° 15 février 1937).
  - Vivi l'internationale, chanteuse béninoise (° novembre 1946).
  - Józef Zapędzki, tireur au pistolet 25 et 50 mètres polonais (° 11 mars 1929).
- 2023 : 
  - Paul Berg, biochimiste américain et professeur émérite (° 30 juin 1926).
  - Shōzō Iizuka, seiyū japonais (° 23 mai 1933).
  - Gilbert Rist, sociologue suisse (° 16 juillet 1938).
  - Brigitte Smadja, auteure de littérature de jeunesse française (° 12 mai 1955).
  - Oh Takbeon, écrivain, poète, et critique sud-coréen (° 3 juillet 1943).
  - Kerstin Tidelius, actrice suédoise (° 14 octobre 1934).
  - Raquel Welch, actrice américaine (° 5 septembre 1940).
- 2024 :
  - Peter Armitage, statisticien britannique (° 15 juillet 1924).
  - Enrique Badía Romero, auteur de bande dessinée espagnol (° 24 avril 1930).
  - Gérard Barray, acteur français (° 2 novembre 1931).
  - Nicolas Bergeron, mathématicien français (° 19 décembre 1975).
  - Guy Brousseau, didacticien des mathématiques français (° 4 février 1933).
  - Régis de Gouttes, magistrat français (° 26 octobre 1940).
  - Kagney Linn Karter, modèle, strip-teaseuse et actrice de films pornographiques américaine (° 28 mars 1987).
  - Roger Kasparian, photographe, architecte, ingénieur et poète français (° 12 janvier 1938).
  - Fulton Kuykendall, joueur de foot U.S américain (° 10 juin 1953).
  - Denis Llorca, comédien et metteur en scène de théâtre français (° 16 juillet 1949).
  - Luce Pietri, historienne et universitaire française (° 13 mai 1931).
  - Henry Rono, athlète de fond et de demi fond kényan (° 12 février 1952).
  - Jenny Staley, joueuse de tennis australienne (° 3 mars 1934).
  - Anne Whitfield, actrice américaine (° 27 août 1938).
  - Steven M. Wise, militant et juriste américain (° 19 décembre 1950).
- 2025 :
  - Renato Ballardini, avocat et homme politique italien (° 21 octobre 1927).
  - Gerhart Baum, homme politique allemand (° 28 octobre 1932).
  - Gran Hamada, catcheur japonais (° 27 novembre 1950).
  - Muhsin Hendricks, imam, érudit islamique et activiste LGBT sud-africain (° juin 1967).
  - Serge Lasvignes, haut fonctionnaire français (° 6 mars 1954).
  - Jorge Nuno Pinto da Costa, homme d'affaires portugais (° 28 décembre 1937).

## Célébrations

### Internationale et nationales
- Journée internationale du cancer de l'enfant (depuis 2002).
- Date possible pour le début du nouvel an asiatique, entre 20 janvier et 20 février au gré de la Lune.
- Canada : Flag Day ou « jour du drapeau national fédéral »).
- États-Unis : Susan B. Anthony Day ou « journée de Susan Brownell Anthony » née le 15 février 1820 ci-avant, commémorant ses actions de suffragette et de défenseure féministe et anti-esclavagiste des droits civiques des femmes aux États-Unis.
- Serbie : fête nationale commémorant le premier soulèvement serbe contre l'empire ottoman occupant en 1804.
- Singapour : Total Defence Day (en) ou « jour de la défense totale » ou 全面防卫日, en chinois mandarin, commémorant la reddition britannique face aux Japonais en 1942, début de 3 ans et 8 mois d'occupation par ces derniers.
- Vanuatu : jour de John (ou Jon) Frum célébrant le retour attendu dudit prophète du culte du cargo.

### Religieuses
- Fêtes religieuses romaines : 3e et dernier jour des Lupercales pour célébrer le dieu Faunus et à travers lui la renaissance prochaine du printemps et la fécondité ( voir Saint-Valentin de la veille 14 februarius et 13 februarius etc.).
- Christianisme :
  - Chandeleur pour les Églises orthodoxes d'Orient (correspondant au 2 février en Occident).
  - Mémoire d'Onésime († 95), destinataire d'une épître de saint Paul de Tarse, Col. 4, 9 ; le même jour qu'un André et d'autres martyrs, avec lectures de I Cor. 12, 26(-31), de Jn 1, 43-51, dont « prophète » pour mot commun, dans le lectionnaire de Jérusalem.

### Saints des Églises chrétiennes

#### Saints des Églises catholiques et orthodoxes
Saints des Églises catholiques et orthodoxes :
- Craton († 273), martyr avec toute sa famille à Rome.
- Décorose de Capoue († 695), 23e évêque de Capoue.
- Faranan († 590), ermite à Allernan en Irlande.
- Faustin et Jovite († 122), martyrs à Brescia en Italie.
- Géorgie († 520), vierge à Clermont en Auvergne[9].
- Isice († IVe siècle) et ses compagnons, martyrs à Antioche en Asie mineure aujourd'hui turque.
- Major de Gaza († IIIe siècle), soldat romain martyr à Gaza en Palestine.
- Onésime († 95), disciple de saint Paul.
- Paphnuce l'Ascète (IVe siècle), Paphnuce Képhalas, anachorète du désert de Scété en Égypte et confesseur.
- Quenin († 579), 15e évêque de Vaison.
- Saturnin de Terni († IIIe siècle), martyr.
- Sévère († VIe siècle), prêtre dans les Abruzzes en Italie centrale.
- Siegfrid d'York († 1045), moine.
- Théognios († 523), évêque de Béthanie, moine en Palestine.
- Walfrid (en) († VIIIe siècle), ermite à Palazzolo.
- Winaman († 1040), martyr.
- Martyrs coptes de Libye († 2015)[10].

#### Saints et bienheureux des Églises catholiques
Saints et béatifiés :
- Ange Scarpetti (it) († 1306), bienheureux religieux italien condisciple de saint Nicolas de Tolentino.
- André Conti († 1302), bienheureux frère convers franciscain.
- Claude la Colombière († 1682), jésuite français qui participe à l'essor du culte du Sacré-Cœur.
- Conrad de Bavière († 1125), bienheureux moine.
- Druthmar († 1064), bénédictin de Lorsch.
- Euseus di Serravalle (it) († XIVe siècle), ermite à Serravalle Sesia.
- Frederick Bachstein et ses compagnons († 1611), bienheureux capucins martyrs à Prague.
- Michał Sopoćko († 1975), bienheureux prêtre polonais fondateur des Sœurs de Jésus Miséricordieux.

#### Saint orthodoxe du jour, aux dates parfois"juliennes"ou orientales
- Dalmate de Sibérie († 1697), Ermite.
- Jean de Thessalonique surnommé Nannos (né en 1776 ?), instituteur ou savetier, martyr par la main de musulmans[8].

### Prénoms du jour[Où?]
Bonne fête aux Claude et ses variantes masculines : Claudel, Claudi, Claudien, Claudio, Claudius, Claudy, Clodion, Klaus (voir la saint-Nicolas des 6 décembre, les Nicklaus, Claus, Klaus afférents ; le 8 janvier des Claude Apollinaire) ; et féminines : Claudette, Claudia, Claudie, Claudine, Claudy (voire les sainte-(Ni)Colette des 6 mars).
Et aussi aux :
- Faustin,
- Georgette et ses variantes : Georga, Georgia, Georgiana, Georgiane, Georgie, Georgina, Georgine, Giorgia, Jorgia, etc.
- Aux Onésime,
- Walfrid.

## Traditions et superstitions

### Dictons[Où?]
- « À la Saint-Claude, regarde ton seau, tu ne le verras pas plus haut. »[11]
- « S'il neige à saint-Onésime, la récolte est à l'abîme. »[12]
- « Séverin, Valentin [la veille 14 courant], Faustin sont tous gelés sur leur chemin. »[13]

### Astrologie
- Signe du zodiaque : 26e jour du signe astrologique du Verseau.

## Toponymie
- Les noms de plusieurs voies, places, sites ou édifices de pays ou régions francophones contiennent cette date sous diverses graphies : voir Quinze-Février .